# The Mind of the Universe
The Mind of the Universe is een gedeeltelijke registratie van een concert dat Isao Tomita gaf in Linz, Oostenrijk. Die stad organiseerde rond 8 september 1984 het Ars Elektronica Festival, waar aandacht besteed wordt aan elektronische muziek in de breedste zin van het woord. Tomita wilde voor die gelegenheid een werk uitvoeren dat de geschiedenis van het heelal, de aarde en de mensheid weergaf, te beginnen bij de oerknal. De muziek was van tevoren al opgenomen, op de livemusici na. Het geheel werd door Tomita gemixt naar buiten gebracht; hij stond daarbij op een piramide-achtig podium. Tijdens de uitvoering werd een lasershow getoond en werd gebruikgemaakt van een helikopter als zijnde een ruimtevaartuig dat op Aarde landt.
Op het album staat een deeltje uit Le Sacre du printemps; er waren plannen om dat gehele werk op geluidsdrager uit te geven, maar het is er nooit van gekomen.

## Musici
- Isao Tomita – mixconsole
- Marko Senuu – viool (6), (8)
- Linda Roark Strummer – sopraan (11)
- Birgit Greiner – alt (11)
- William Ingle – tenor (11)
- Riccardo Lambardi – bariton (11)
- Koor van het Linzer Staatstheater onder leiding van Ernst Dunhirn (11)

## Tracklist
| Nr. | Titel                                                                          | Duur  |
| --- | ------------------------------------------------------------------------------ | ----- |
| 1.  | Also sprach Zarathustra (opening) (Richard Strauss)                            | 2:10  |
| 2.  | The Planets (Saturnus; Bringer of Old Age) (Gustav Holst)                      | 3:50  |
| 3.  | Le Sacre du printemps (Igor Stravinski (Dans van de jonge meisjes)             | 3:15  |
| 4.  | Cranes in Their nest (Japans volksliedje)                                      | 4;35  |
| 5.  | Daphnis et Chloé (suite 2-algemene dans) (Maurice Ravel)                       | 3:50  |
| 6.  | The Lark Ascending (Ralph Vaughan Williams)                                    | 7:05  |
| 7.  | Thema van Close Encounters of the Third Kind (John Williams)                   | 3:15  |
| 8.  | Vioolconcert nr. 1 (moderato) (Sergej Prokofjev)                               | 7:43  |
| 9.  | Tristan und Isolde (Liebestod) (Richard Wagner)                                | 7:37  |
| 10. | The Planets (Mars, Bringer of War/Jupiter, Bringer of Jollity ) (Gustav Holst) | 7:08  |
| 11. | Symfonie nr. 9 (deel 4) (Ludwig van Beethoven)                                 | 18:27 |
| 12. | Firebird (finale) (Igor Stravinski)                                            | 1:16  |

| Nr. | Titel                                                                  | Duur |
| --- | ---------------------------------------------------------------------- | ---- |
| 1.  | The Unanswered Question (Charles Ives)                                 | 2:46 |
| 2.  | Also sprach Zarathustra                                                |      |
| 3.  | Dawn Chorus (Bachianas brasileiras nr. 4: Prelude (Heitor Villa-Lobos) | 1:43 |
| 4.  | Le Sacre du printemps (Dans van de jonge meisjes)                      |      |
| 5.  | Cranes in Their Nest                                                   |      |
| 6.  | Daphnis et Chloé (lever de jour)                                       |      |
| 7.  | The Lark Ascending                                                     |      |
| 8.  | Thema Close Encounters of the Third Kind                               |      |
| 9.  | Vioolconcert nr. 1                                                     |      |
| 10. | Tristan en Isolde (Liebestod)                                          |      |
| 11. | Blast off (Tomita)                                                     | 2:31 |
| 12. | Symfonie nr. 9                                                         |      |
| 13. | Firebird (finale)                                                      |      |